# Kenta Izumi
Pour les articles homonymes, voir Izumi.
Kenta Izumi (泉 健太, Izumi Kenta), né le 29 juillet 1974 à Sapporo, est un homme politique japonais, membre du Parti démocrate constitutionnel (PDC). Représentant du Japon depuis 2003 pour la troisième circonscription de Kyoto, il dirige le PDC du 30 novembre 2021 au 23 septembre 2024.

## Biographie
Natif de Sapporo et diplômé de l'université de Ritsumeikan à Kyoto, Izumi est élu représentant du Japon pour la première fois en 2003 après une candidature infructueuse en 2000.
Au départ, Izumi est membre du Parti démocrate du Japon (PDJ). Il remplit plus tard le rôle de responsable des affaires parlementaires du Parti de l'espoir,. Il est également adhérent du Parti démocrate du peuple (PDP) jusqu'en 2020, lorsqu'il rejoint le Parti démocrate constitutionnel (PDC).
Izumi est élu président du PDC lors d'un scrutin interne le 30 novembre 2021,,,,.
Izumi est de nouveau candidat à la présidence du PDC en 2024, s'opposant notamment à Yukio Edano, Yoshihiko Noda et Harumi Yoshida. Sa candidature est notamment soutenue par Ryūichi Yoneyama, Masayo Tanabu et Eri Tokunaga.

## Prises de position
Selon The Mainichi, Izumi est centriste et conservateur.

### Amendements constitutionnels
Bien qu'il s'oppose à toute modification de l'article 9 de la constitution japonaise, Izumi n'est pas hostile au principe de révision constitutionnelle en lui-même. En ce qui concerne la sécurité nationale, il est défavorable à l'acquisition d'armes nucléaires et au développement d'une force de frappe.

### Sujets de société
Izumi est favorable au mariage homosexuel et à une loi protégeant les droits LGBT. Il se prononce également pour la réduction de la dépendance du Japon à l'énergie nucléaire ainsi que l'augmentation des quotas de travailleurs étrangers, et estime par ailleurs qu'une femme devrait pouvoir monter sur le trône impérial.

### Politique étrangère
Izumi a apporté son appui à la politique du Premier ministre Fumio Kishida visant à soutenir l'Ukraine après que celle-ci a été envahie par la Russie en 2022, et également salué sa visite dans le pays (en) en mars 2023, tout en l'invitant à revenir vite au Japon. Il a cependant critiqué le choix de Kishida d'offrir une spatule à riz japonaise traditionnelle au président ukrainien Volodymyr Zelensky, jugeant le cadeau inapproprié face à l'urgence de la guerre. Il a en outre dénoncé le président russe Vladimir Poutine pour avoir menacé d'employer des armes nucléaires, et rencontré l'ambassadeur ukrainien au Japon, Serhiï Korsounskyï, à l'occasion d'une collecte de fonds pour l'Ukraine.
Favorable au traité sur l'interdiction des armes nucléaires, Izumi encourage le Japon à « ouvrir la voie » vers son application à l'échelle mondiale. Il s'est dit préoccupé par la présence de missiles américains sur le sol japonais et a demandé que le dialogue entre le Japon et la Chine se poursuive pour réduire les tensions en Asie de l'Est, en soulignant les liens entre les deux pays : « Nous avons des liens historiques, culturels très anciens. Nous sommes voisins. » Bien qu'il soutienne l'alliance américano-japonaise, Izumi se montre critique de l'accord de statut des forces passé avec les États-Unis et souhaite sa révision.